# Channeling

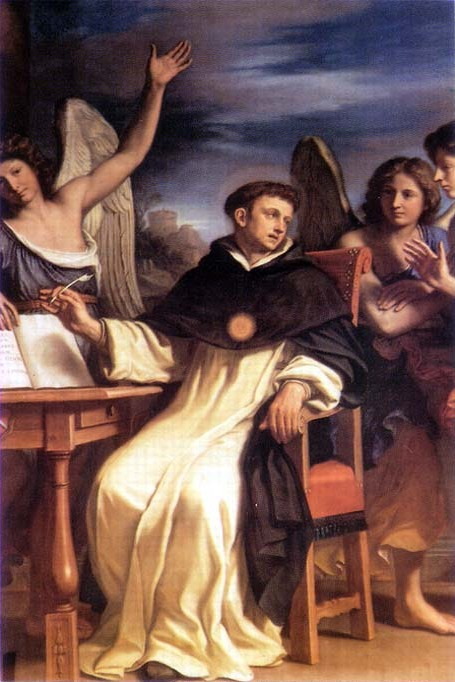
San Tommaso sorretto dagli angeli, Guercino

La canalizzazione, o in inglese channeling (sostantivato in «condotto») è un termine utilizzato nell'esoterismo e nella letteratura new age per riferirsi ad un metodo di comunicazione tra un essere umano e un'entità di un'altra dimensione, generalmente un angelo, un maestro "asceso", uno spirito del piano astrale, o un'entità ritenuta un dio, un alieno ecc.
Per estensione, il termine channeling può riferirsi a una serie di credenze e pratiche che sono entrate in voga dagli anni '80 negli Stati Uniti, come una corrente particolare interna al movimento new age. Per certi aspetti, è anche affine allo spiritismo praticato alla fine del XIX secolo da ambienti ispirati alle dottrine teosofiche, che a loro volta intendevano rifarsi alle antiche esperienze visionarie di sciamani e profeti.

## Caratteristiche
La canalizzazione consiste nel tentativo di stabilire un contatto con un'entità o uno spirito da cui l'individuo, detto anche channeler, risulterebbe pervaso, adombrato o semplicemente ispirato, potendo così trasmettere ad altri i suoi presunti messaggi o insegnamenti. In certi casi il channeler descrive tale processo come un'interazione col proprio Sé Superiore, o anima divina, capace di fornirgli dei veri e propri messaggi interiori.
Le entità che a dire dei channeller entrerebbero in contatto con l'umanità attraverso il channeling sarebbero a seconda dei casi delle guide spirituali (o maestri ascesi), esseri extraterrestri, spiriti angelici, anime dei defunti, a volte anche entità che si presenterebbero come angeli custodi o come semplici compagni di viaggio e assistenti "dall'altra parte del velo".
In alcuni casi il canalizzatore dice di poter vedere tali entità, o di sentirne distintamente la voce e di poterci conversare, mentre in altri casi il channeler riferisce di ricevere una visione mistica o simbolica o di vivere un'esperienza atemporale e multidimensionale. La difficoltà del compito del canalizzatore in quest'ultimo caso sembrerebbe essere allora quella di dover tradurre tali presunte percezioni extrasensoriali in termini di concetti e di esperienze tridimensionali, e questo o tramite il linguaggio scritto o parlato, o a volte anche tramite l'espressione artistica, poetica, grafica o musicale.
Secondo coloro che sostengono la validità del fenomeno del channeling, tale funzione di filtro cosciente esercitata del channeler (eventualmente tramite il suo cosiddetto "Sé Superiore") sarebbe la vera grande differenza rispetto alla vecchia medianità. Essi fanno notare però che un buon channeler deve aver svolto preventivamente un grande lavoro interiore ed aver acquisito un grado sufficiente di consapevolezza, e ciò al fine di evitare che tale funzione di filtro venga esercitata da eventuali suoi sistemi di credenza limitati (o preconcetti), che potrebbero quindi svilire o distorcere il contenuto e la portata dei presunti messaggi ricevuti.

## Differenze con lo spiritismo
Rispetto alla medianità e allo spiritismo ottocenteschi, il fenomeno del channeling si distingue per la generale assenza dei comportamenti tipici dello stato di trance profonda del medium. Al contrario, alcuni tra i più conosciuti canalizzatori moderni sostengono di mantenere il proprio stato di coscienza vigile (o in alcuni casi una forma intermedia) mentre ricevono tali presunti messaggi, potendoli così vagliare ed eventualmente filtrare preventivamente.
Si instaurerebbe così a volte, sempre a loro dire, una sorta di "trattativa" interiore con l'entità che starebbero canalizzando, e ciò ad esempio riguardo all'opportunità di trasmettere un dato contenuto.
Lo scrittore Paulo Coelho, nel suo romanzo Le valchirie, descrive la canalizzazione come una forma molto naturale di comunicazione con gli angeli, che tante persone usano inconsciamente quando parlano da sole, in maniera impulsiva e spontanea, a condizione di avere prima sgombrato la mente da tutto quel sottofondo di pensieri ripetitivi che spesso la affollano indipendentemente dalla volontà. Per questo motivo non servono né rituali, né possessioni medianiche di alcun tipo.

## Contenuto e interpretazione dei messaggi
Il contenuto dei presunti messaggi canalizzati sottende in genere concetti spirituali prevalentemente orientati alla realizzazione di un cammino di consapevolezza e di ricerca interiore. Anche per questo, mentre i detrattori del fenomeno del channeling obiettano la mancanza di prove sperimentali della validità di tali fenomeni, negli ambienti "New Age" si tende piuttosto a vagliare individualmente il contenuto e l'eventuale apporto spirituale di tali presunti messaggi, indipendentemente dalla modalità in cui essi possono essere stati prodotti.
Al riguardo viene spesso sottolineata la necessità, anche per chi confida nella validità del fenomeno del channeling, di un adeguato discernimento personale, unito all'affinamento della propria capacità di "sentire" (feeling) le cosiddette "frequenze" o "energie" annesse ai suddetti messaggi canalizzati, così da poter scartare o tralasciare quelle affermazioni che risultassero palesemente false, o comunque dissonanti col proprio quadro (o paradigma) conoscitivo di riferimento.